# Enicospilus corvinus
Enicospilus corvinus là một loài tò vò trong họ Ichneumonidae.